# Euphorbia pseudoapios
Euphorbia pseudoapios är en törelväxtart som beskrevs av René Charles Maire och Marc Weiller. Euphorbia pseudoapios ingår i släktet törlar, och familjen törelväxter.
Artens utbredningsområde är Libya. Inga underarter finns listade i Catalogue of Life.